# Jeremy Hilary Boob
Jeremy Hilary Boob Ph.d es un personaje de ficción en la película de animación Yellow Submarine (película) (1968). La voz Jeremy es originalmente interpretada por Dick Emery.
En el cómic de la película, editado en español por la Editorial Novarro, se tradujo su nombre como Jeremías Hilario Bob Hijo.

## Encuentro conThe Beatles
The Beatles, de camino para salvar Pepperland de los Blue Meanies, tienen un encuentro con Jeremy, un extraño y pequeño ser de pelo castaño, cara blanca, orejas rosa y una suave y esponjosa cola. Vive en el Mar de la Nada (alias Nowhere Land), habla en rima y se describe como un "físico eminente, políglota clasicista, premiado en botánica, sátiro mordaz, con talento de pianista, buen dentista también". Jeremy también es propietario de un objeto de color púrpura y verde misterioso que puede pasar de ser una máquina de escribir a un árbol, un caballete, un piano, y muchas otras cosas. Pasa la mayor parte de su tiempo creando arte frenéticamente, aprovechando las distintas transformaciones del objeto. Se le ve, en rápida sucesión, tallando piedra, editando un libro casi terminado, componiendo al piano y pintando.
La banda se da cuenta de que una de sus canciones describe a Jeremy y cantan Nowhere Man (canción). Sin embargo, cuando se preparan para irse, Jeremy se da cuenta de lo vacía y solitaria que es su vida y queda desconsolado. Ringo Starr siente pena por él y le ofrece llevarlo con ellos, lo que Jeremy acepta con gratitud.
Más tarde, el submarino se estropea y Jeremy ayuda gustoso a arreglar una de las hélices. Este hecho hace que el submarino acelere rápidamente y deje a los personajes en un extraño lugar. Jeremy es más tarde secuestrado por un Blue Meanie en el Mar de los Agujeros y, finalmente, se encuentra en Pepperland, colgando de una pierna en la rama de un árbol. Cuando Ringo lo rescata, Jeremy ayuda a The Beatles a derrotar a los malvados Blue Meanies, cubriendo al Jefe Blue Meanie con flores, lo que demuestra que un don nadie (a Nobody) puede, en efecto, ser alguien.
- Datos: Q27440